# Autriche aux Jeux olympiques d'hiver de 1956
Cet article contient des informations sur la participation et les résultats de l'Autriche aux Jeux olympiques d'hiver de 1956 à Cortina d'Ampezzo en Italie. L'Autriche était représentée par 60 athlètes. 
La délégation autrichienne a récolté en tout 11 médailles : 4 d'or, 3 d'argent, et 4 de bronze. Elle a terminé au 2e rang du classement des médailles derrière l'Union soviétique.

## Médailles
| Médaille                            | Nom                           | Sport               | Compétition         |
| ----------------------------------- | ----------------------------- | ------------------- | ------------------- |
| Médaille d'or, Jeux olympiques      | Toni Sailer                   | Ski alpin           | Descente hommes     |
| Médaille d'or, Jeux olympiques      | Toni Sailer                   | Ski alpin           | Slalom géant hommes |
| Médaille d'or, Jeux olympiques      | Toni Sailer                   | Ski alpin           | Slalom hommes       |
| Médaille d'or, Jeux olympiques      | Elisabeth Schwarz Kurt Oppelt | Patinage artistique | Couples             |
| Médaille d'argent, Jeux olympiques  | Anderl Molterer               | Ski alpin           | Slalom géant hommes |
| Médaille d'argent, Jeux olympiques  | Josefin Frandl                | Ski alpin           | Slalom géant femmes |
| Médaille d'argent, Jeux olympiques  | Regina Schöpf                 | Ski alpin           | Slalom femmes       |
| Médaille de bronze, Jeux olympiques | Anderl Molterer               | Ski alpin           | Descente hommes     |
| Médaille de bronze, Jeux olympiques | Walter Schuster               | Ski alpin           | Slalom géant hommes |
| Médaille de bronze, Jeux olympiques | Dorothée Hochleitner          | Ski alpin           | Slalom géant femmes |
| Médaille de bronze, Jeux olympiques | Ingrid Wendl                  | Patinage artistique | Individuel femmes   |